# S-приборы
S-прибо́ры — полупроводниковые приборы, на ВАХ которых имеются один или более S-образных участков при этом по ось абсцисс является осью напряжений, а ось ординат — осью токов (что указывает, что прибор на некотором участке имеет отрицательное дифференциальное сопротивление).
Нелинейные ВАХ полупроводниковых приборов могут быть похожи:
- на букву «N» (кривые с N‑образной формой) (туннельный диод, диод Ганна);
- на букву «S» (кривые с S‑образной формой).

К S‑приборам относят:
- кристадин (первый из открытых S‑приборов);
- приборы, в которых чередуются четыре слоя проводников с разными проводимостями (например, тетристор, тиристор, динистор);
- однопереходный транзистор (или двухбазовый диод).

При определённых условиях кривая ВАХ принимает S‑образную форму также у лавинных транзисторов, ганна диодов и лавинно-инжекционных полупроводниковых диодов.